# Moroni (Comores)
Pour les articles homonymes, voir Moroni.
Moroni (en arabe : موروني) est la capitale fédérale de l'union des Comores et le chef-lieu de la préfecture de Moroni-Bambao. Située sur la côte occidentale de la Grande Comore, principale île de l'archipel des Comores, Moroni est également la ville la plus peuplée du pays, avec une population estimée à 111 329 habitants en 2024.

## Toponymie
Moroni viendrait du mot mroni qui signifie « à la rivière » en arabe. Ses deux quartiers historiques sont Badjanani (dont le nom viendrait des mots arabes Bab- pour « Porte » et Djannat pour « Paradis », Badjanani serait la « porte du paradis ») et Mtsangani (Mtsanga pour « sable » et ni pour « lieu »), quartier réputé pour sa proximité avec la plage et l'ancien port de Moroni.
Ces deux quartiers forment la Médina, le cœur historique de la ville.

## Géographie
Moroni se situe sur la côte ouest de la Grande Comore.
La ville possède un port qui permet de rejoindre les autres îles de l'archipel comorien, ainsi que Madagascar ou le continent. Cependant, celui-ci n'est pas un port en eaux profondes, ce qui est le cas celui de Mutsamudu à Anjouan. Par conséquent, c'est depuis ce dernier que les marchandises sont débarquées des cargos et parviennent ensuite à Moroni, par cabotage.
Moroni est composé de plusieurs quartiers tels que : Badjanani, Mtsangani, Iroungoudjani, Magoudjou, Zilmadjou, Caltex, Hankounou, Coulée, etc.

## Histoire

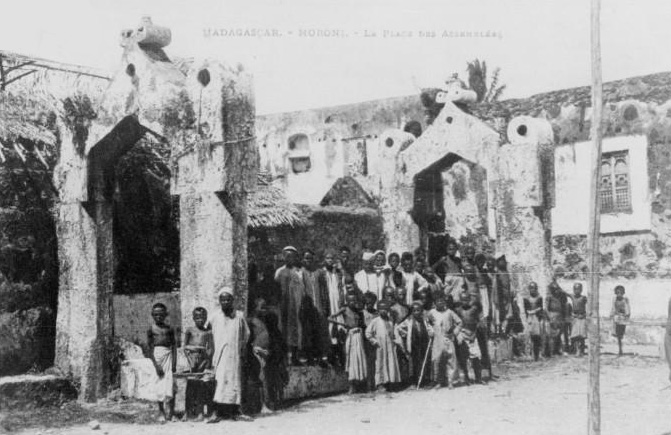
La place des Assemblées (1908)

Moroni fut une ville importante pendant les sultanats des Comores abritant une partie des palais royaux du Bambao (Msihirinstini et Shashanyongo) tout en étant voisine de la capitale du sultanat du Bambao qui fut Ikoni  au sud de celle-ci,.
Elle abrite une médina qui était ceinte d'une muraille. Cette dernière fut détruite par les Français au xixe siècle à la suite d'une révolte.
Elle devint capitale du territoire des Comores (alors territoire français d'outre-mer) en 1962 à la place de Dzaoudzi, puis à l'indépendance en 1975, capitale de l'État comorien.
Pendant que le colonel Azali Assoumani a pris le pouvoir lors d'un coup d'État. En décembre 2003, l’Accord de Moroni sur les accords de transition a été signé par les présidents des îles de l’Union des Comores. À l’approche des élections de 2006, la radio publique Ngazidja et la station privée Moroni FM ont été attaquées par des assaillants armés et contraintes de cesser temporairement leurs émissions. En 2010, les Seabees de la marine américaine ont construit l'école Hamramba à Moroni dans le cadre d'un projet humanitaire, en partenariat avec l'armée locale et le gouvernement fédéral des Comores ; Les méthodes de construction comprenaient le mélange du béton à la main avant d'utiliser des seaux et des brouettes pour déplacer le béton jusqu'au site de l'école.

## Enseignement supérieur
L'Université des Comores est fondée en 2003.
Fondée en 2018, l'Université Africaine des Métiers d'Ingénierie est une université privée reconnue par les Comores.

## Lieux de culte

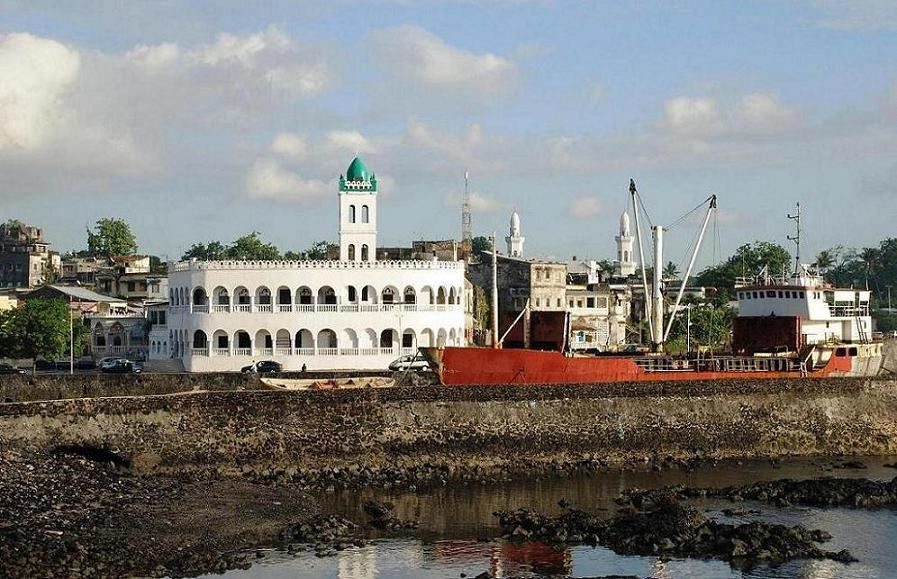
L'ancienne Grande mosquée du Vendredi

Parmi les lieux de culte, il y a principalement des mosquées. Il y a aussi des églises et des temples chrétiens : Vicariat apostolique de l'archipel des Comores (Église catholique), églises protestantes, églises évangéliques.

## Transports
La ville est reliée par le transport aérien avec l'Aéroport international Prince Saïd Ibrahim (code IATA : HAH) qui se trouve à Hahaya à 30 km au nord. L'ancienne piste d'aéroport était située dans la partie sud de la ville, elle est fermée depuis la création de l'aéroport international.

## Climat

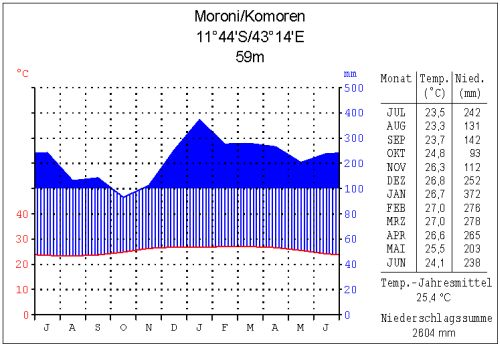
Diagramme climatique Comores

Le climat de Moroni est de type tropical humide d'alizé (avec cyclones tropicaux). Comme en climat équatorial, le climat de Moroni est caractérisé par une chaleur et une humidité présentes toute l'année. Mais le fait que les alizés maritimes prédominent (aux dépens de la zone de convergence intertropicale) et que les cyclones sont fréquents à Moroni, son climat se distingue du climat équatorial proprement dit.
| Mois                                | jan. | fév. | mars | avril | mai | juin | jui. | août | sep. | oct. | nov. | déc. | année |
| ----------------------------------- | ---- | ---- | ---- | ----- | --- | ---- | ---- | ---- | ---- | ---- | ---- | ---- | ----- |
| Température minimale moyenne (°C)   | 23   | 23   | 23   | 23    | 21  | 20   | 19   | 19   | 19   | 20   | 22   | 23   | 21,3  |
| Température moyenne (°C)            | 26,5 | 26,5 | 27   | 26,5  | 25  | 24   | 23,5 | 23   | 23,5 | 24,5 | 26,5 | 27   | 25,3  |
| Température maximale moyenne (°C)   | 30   | 30   | 31   | 30    | 29  | 28   | 28   | 27   | 28   | 29   | 31   | 31   | 29,4  |
| Précipitations (mm)                 | 345  | 311  | 300  | 296   | 233 | 215  | 194  | 118  | 117  | 91   | 102  | 220  | 2 542 |
| Nombre de jours avec précipitations | 18   | 17   | 17   | 19    | 13  | 12   | 12   | 11   | 11   | 12   | 12   | 16   |       |

## Personnalités liées à la commune
- L'artiste, poète et dramaturge Soeuf Elbadawi est né à Moroni en 1970. Il a consacré deux livres, deux spectacles et un film à la capitale comorienne.
- Le rappeur Cheikh Mc est né à Moroni en 1978.
- La journaliste et nouvelliste Faïza Soulé Youssouf est née à Moroni en 1985.

- Le chanteur Mohamed Amound Abdallah, dit « Boule », lauréat du concours Découvertes de Radio France Internationale (RFI) en 1983.
- L'artiste photographe Ahmed Hassani, dit « Medass », concepteur d'œuvres tel que l'illustration de l'ancien billet de banque de 2500 Francs comoriens.
- Mohamed El-Amine Souef (né en 1962), diplomate, écrivain et homme politique.
- Le DJ Gabriel Butin, né en 1982, lauréat du concours « Jeunes talents », auteur de « Jeunes des Comores, ne lâchez rien ! »
- Ali Mroudjae (1939-2019), homme politique.
- DaGenius, poète slameur, peintre et dessinateur comorien, y est né.